# Callionymus risso
Callionymus risso es una especie de peces de la familia Callionymidae en el orden de los Perciformes.

## Distribución geográfica
Se encuentra al norte del Mediterráneo (desde Gibraltar hasta Israel, incluyendo el Mar Adriático, el Mar Egeo y el oeste y el norte del Mar Negro). También en Argelia y en Túnez.